# Pediacus elongatus
Pediacus elongatus är en skalbaggsart som beskrevs av Sen Gupta 1978. Pediacus elongatus ingår i släktet Pediacus och familjen plattbaggar. Inga underarter finns listade i Catalogue of Life.